# Beurre
Pour les articles homonymes, voir Beurre (homonymie).
Pour les articles ayant des titres homophones, voir Beur et Beure.

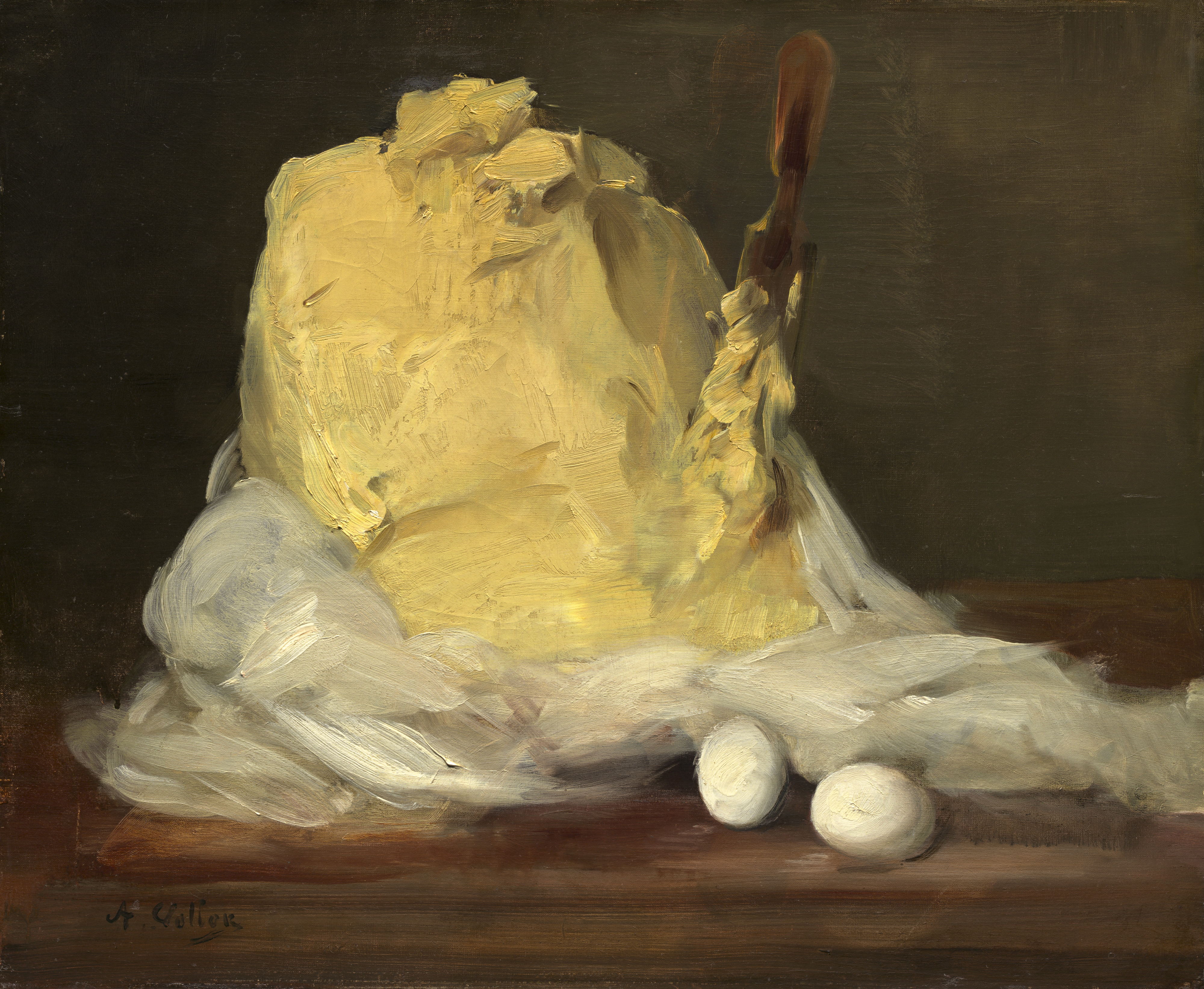
La Motte de beurre par Antoine Vollon.

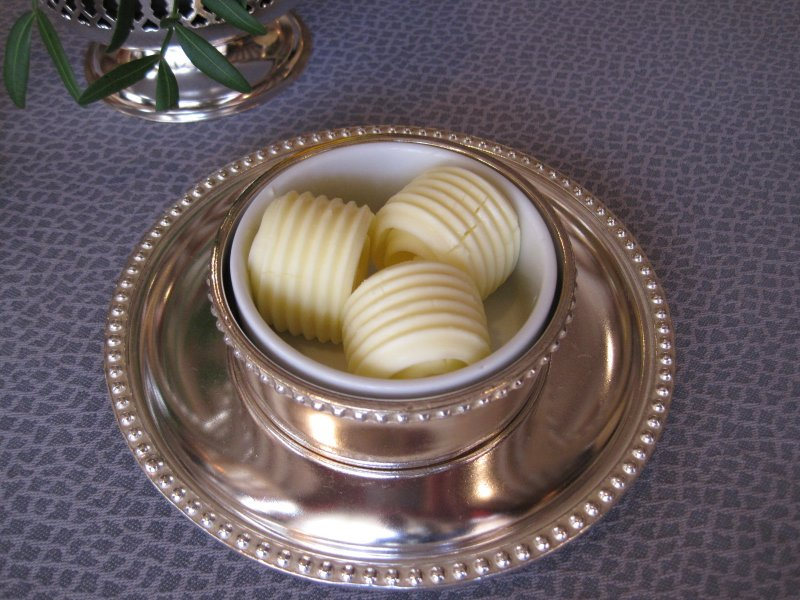
Beurre élaboré au restaurant Jean-Paul Jeunet à Arbois.

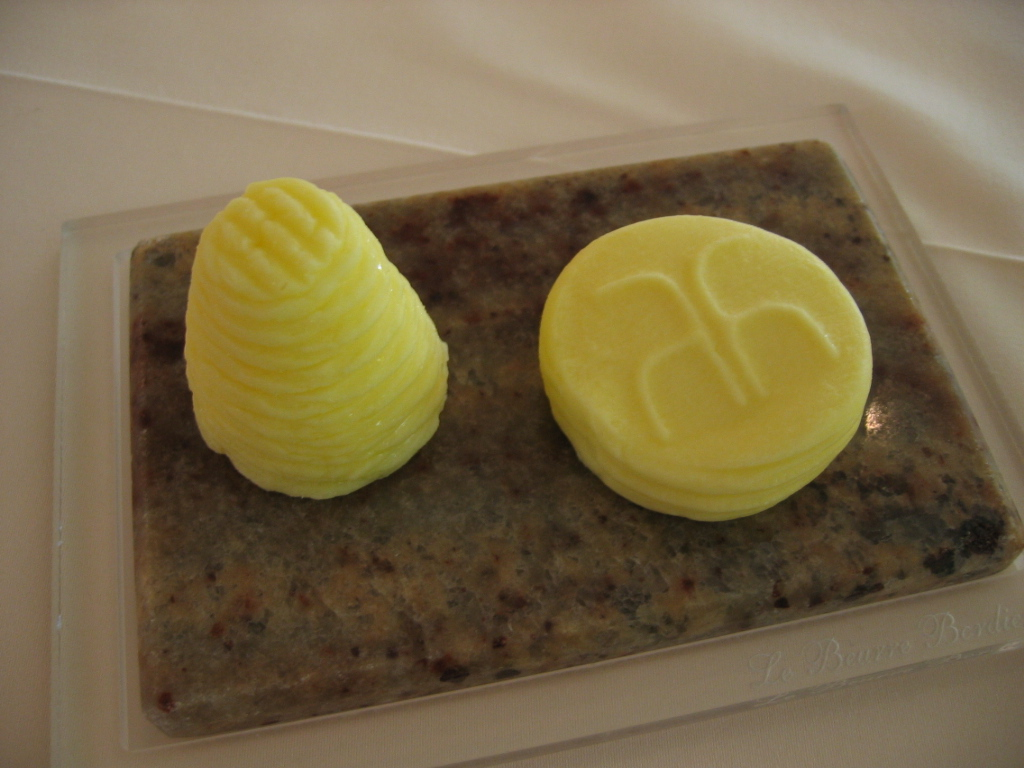
Beurre Bordier au restaurant Marc et Paul Haeberlin.

Un petit déjeuner hollandais, Floris van Schooten.

Le beurre est un produit laitier extrait, par barattage, de la crème issue du lait généralement de vache. Cet aliment est constitué par la matière grasse du lait seulement travaillée pour améliorer son goût, sa conservation et diversifier ses utilisations, que ce soit nature, notamment en tartine ou comme corps gras de cuisson des aliments, ou ingrédient de préparations culinaires et notamment pâtissières. En France, le produit commercialisé sous le nom de « beurre » doit contenir au moins 82 % de matières grasses du lait (80 % aux États-Unis et au Canada), le reste étant constitué de 16 % d'eau et de 2 % d'éléments divers : sucres (lactose) et protéines du lait.
Il est conditionné pour être utilisé sous la forme d'une pâte onctueuse, mais sa consistance, sensible à la température, passe rapidement de l'état solide, lorsque entreposé dans une ambiance fraîche, à l'état huileux dès le début de toute cuisson. Du sel y est ajouté parfois dans certaines régions pour accroître sa durée de conservation et surtout se conformer aux habitudes et goûts locaux.
Le jaune est sa couleur caractéristique, d'une tonalité plus ou moins soutenue, lorsqu'il est issu de laits produits par des bêtes nourries à l'herbe ou par l’ajout de bêtacarotène (E160a) par le transformateur. Sa saveur varie en fonction de son taux de sel quand il est présent, mais reste douce comme le lait dont elle provient ; même en proportion notable dans un mets, il intervient davantage par une mise en valeur du goût des autres ingrédients ou une amélioration de la texture.
Par extension, le terme « beurre », suivi d'un complément de nom, est employé pour désigner certaines matières grasses alimentaires, comme le beurre de cacao ou le beurre de karité.
Parfois il est dit fautivement que le beurre serait une émulsion, mais cela n'est pas juste : à la température ambiante (par exemple 20 °C), le beurre est composé d'une phase liquide grasse dispersée dans une phase grasse solide, l'eau étant également présente au sein du système : cela correspond à la définition internationalement reconnue des « gels ».

## Étymologie
Le substantif masculin,,, « beurre » est issu, par l'intermédiaire du latin vulgaire butrum, du latin butyrum,,, emprunté, au grec, βούτυρον / boúturon avec maintien de l'accentuation grecque sur l'antépénultième syllabe,.
Le grec βούτυρον / boúturon, substantif neutre, est composé de βοῦς / boûs (« bœuf » ou « vache ») et de τυρός / turós (« fromage »). Le grec τυρός / turós est lui-même issu de l'indo-européen car le fromage, contrairement au beurre, était connu des Indo-Européens.
Le latin butyrum à accentuation latine sur la pénultième syllabe est à l'origine des formes à t conservé comme l'italien butir(r)o, mais aussi l'anglais butter, le néerlandais boter et l'allemand Butter.

## Histoire
Le beurre a pu apparaître avec la domestication des premiers animaux laitiers (chèvre, brebis, vaches). Cependant sa fabrication n'est pas si aisée que celle du fromage qui permet d'obtenir un produit de garde longue. Il faut d'abord obtenir de la crème, or avant l'invention de l'écrémeuse centrifuge (1878), on laisse simplement reposer le lait de 12 à 48 heures pour obtenir par coupellation une crème qui n'est pas très concentrée (le taux de matière grasse d'une crème est très variable, actuellement de 12 à 60 %). Pendant ce temps, le produit peut aigrir ou rancir, d'où l'aversion des classiques, il était bien plus facile de conserver des matières grasses comme l'huile d'olive ou de carthame voire de la graisse de bœuf ou de porc.

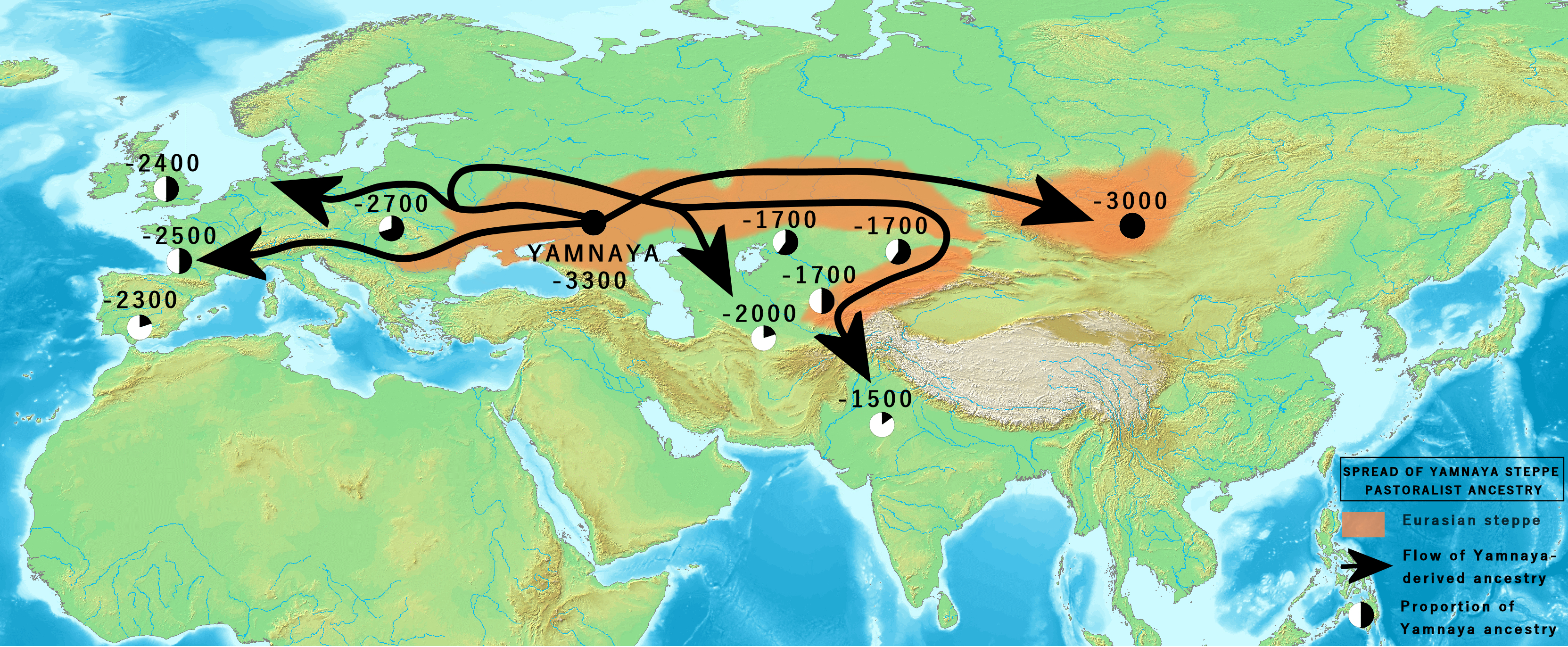
Expansion des peuples Yamna et des techniques pastorales des steppes, selon Anthony

Selon Shevan Wilkin et al., les peuples de la culture Yamna (peuples des steppes) maîtrisaient au plus haut point la fabrication des produits laitiers et en dépendaient, bien que l'on n'ait pas de preuves explicites de fabrication de beurre. Leurs techniques ont pu se transmettre aux régions de l'Europe du Nord par la culture de la céramique cordée et en Inde par les Indo-Iraniens.
Ainsi, le moule à beurre le plus ancien a été trouvé, en 2013, dans une tourbière du comté d'Offaly (Irlande) et daterait de 3 000 ans av. J.-C.. Sa plus ancienne trace écrite date de 2 500 ans av. J.-C. dont sa fabrication figure sur une plaque de calcaire de l'époque sumérienne conservée au musée de Bagdad. La scène décrit la traite des vaches puis la fabrication du beurre dans une grande jarre qui est roulée. Vers 1500 ans av. J.-C., les Mésopotamiens apprennent à le baratter, en battant la crème prélevée sur le lait.

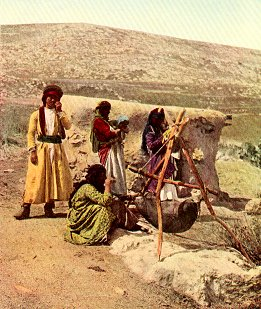
Fabrication de beurre, Palestine, 1914

Vers 1 300 ans av. J.-C., les Aryens (Indo-Iraniens issus des cultures des steppes) sédentarisés en Inde développent la technique de clarification du beurre (ghi) pour le conserver ; il s'agit essentiellement d'un chauffage entre 80 et 120°. Cette technique est toujours employée de nos jours par les Indiens et par les peuples nomades du Sahara ainsi que celle de la conservation à l'air sec et chaud et à l'abri de la lumière qui entraîne une déshydratation partielle et une fermentation ou rancissement (smen).
Selon la mythologie hindouiste, le monde est issu du Barattage de la mer de lait. Ce barattage permet d'obtenir (outre le beurre) un élixir hallucinogène, l'amrita, qu'il peut être tentant d'assimiler à du babeurre fermenté. Surabhî est la déesse-vache, source perpétuelle de lait et de beurre.

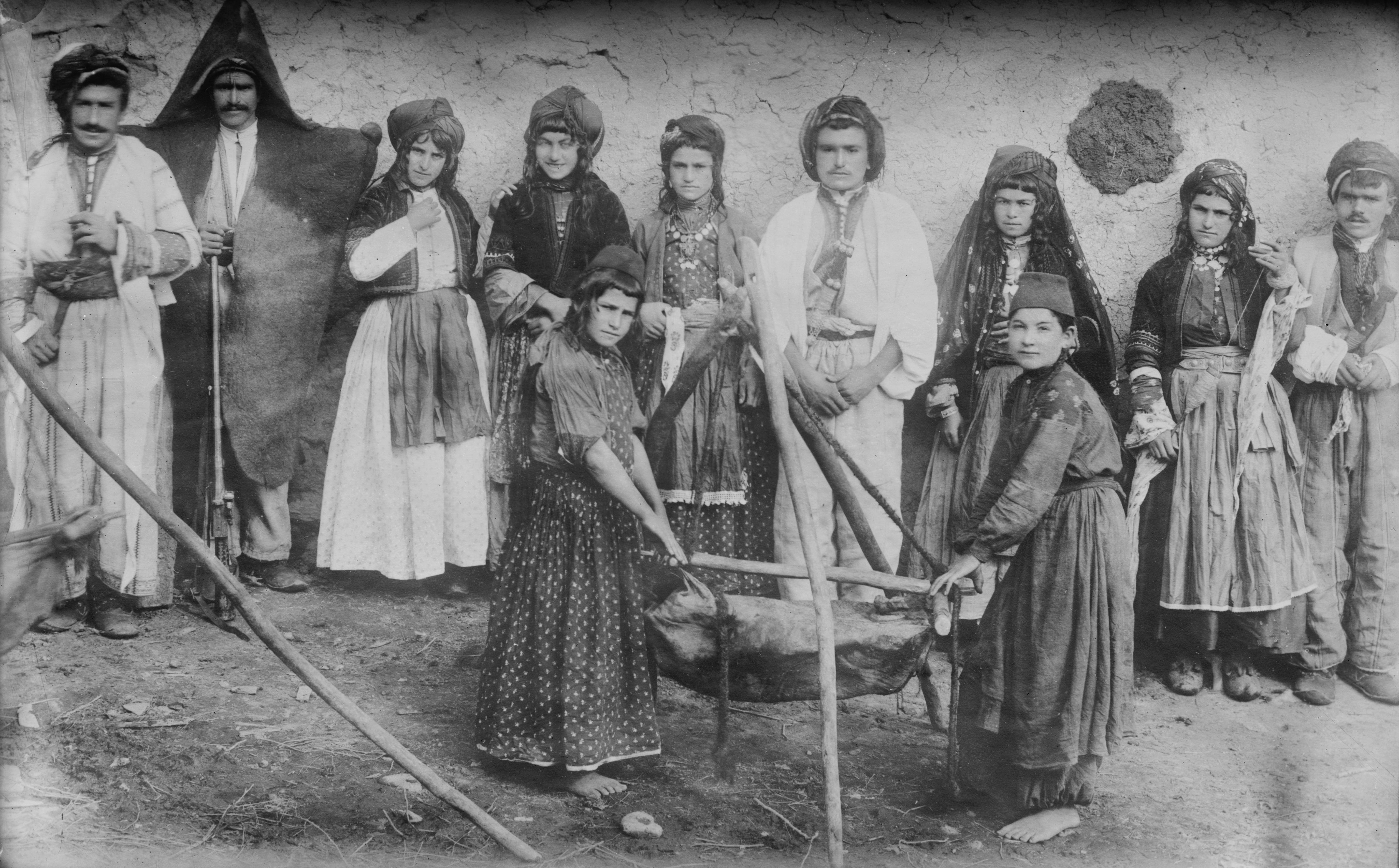
Fabrication de beurre dans une famille assyrienne. Iran, vers 1900 ?

Autour de la Méditerranée antique le beurre (βούτυρον / boútyron) est connu mais peu employé : les Grecs considèrent son usage comme une caractéristique des Thraces, qu'ils considèrent volontiers comme des rustres incultes, que le poète comique Anaxandridès surnomme les « mangeurs de beurre ». En revanche, ils apprécient les produits laitiers. Les Grecs anciens comme les Romains n'aimaient pas le beurre et ces derniers, rebutés par ce produit alimentaire, s'en servaient plutôt comme crème de beauté. Ils estimaient qu'il n'était assez bon que pour les peuples « barbares » qui les entourent. L'influence romaine s'est ensuite étendue en Gaule puis en France, et pendant longtemps, le beurre n'a pas été utilisé en cuisine, où il était considéré comme la graisse du pauvre. On lui préférait alors le lard, le saindoux et l'huile d'olive.
L'ajout de sel dans le beurre vient de la nécessité de mieux le conserver. Cette pratique se heurte aux exigences de la gabelle dont les taxes augmentent considérablement le prix du sel. Ces taxes ont concerné de grands pays comme la Chine, l'Inde du Raj britannique, la France d'Ancien Régime. En France, dans les régions qui échappent en partie ou totalement à la gabelle, le beurre acquiert et conservera une réputation de qualité, il s'agit par exemple de la Bretagne, de l'Ouest de la Normandie, des Flandres, du Poitou et de l'Aunis (Histoire du sel). Ces taxes influencent considérablement le type de cuisine, ainsi le sud de la France favorise la cuisine à l'huile d'olive et l'est de la Normandie la cuisine à la crème que l'on pouvait conserver aigre mais le saindoux et le suif restent prédominants dans la cuisine ordinaire jusque vers 1900.

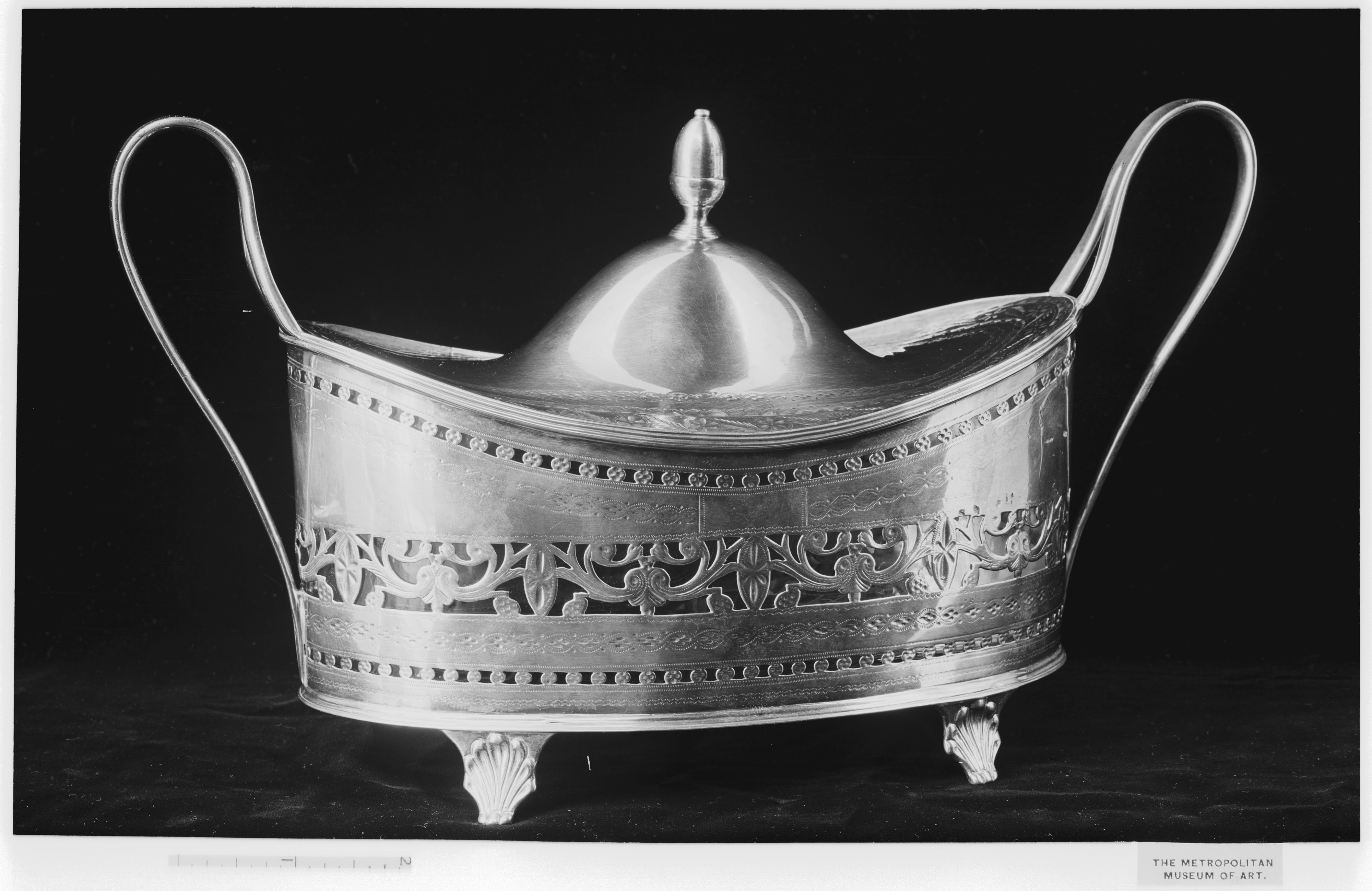
Beurrier d'apparat, Irlande, 1789

Cependant, à partir du XVIIe siècle, le beurre gagne en popularité. On trouve alors les beurres d'Isigny, de Gournay, de Chartres et de Vanves. La baratte, dite « normande », permet un meilleur rendement ; ses pales malaxent la crème pour en évacuer le babeurre. Un œilleton en verre s’éclaircit lorsque la crème se forme en petits grains. La pâte obtenue est alors lavée pour éliminer les impuretés et battue pour évacuer le surplus d'eau puis mise dans des moules en bois. Le beurrier, accessoire de table apparaît au XVIIIe siècle.
L'écrémeuse moderne inventée en 1878 par Gustaf de Laval d'après une machine de Wilhelm Lefeldt (de) permet d'obtenir de façon relativement rapide (une heure au lieu de 12 à 36 heures) des crèmes concentrées en matières grasses, ce qui facilite grandement la fabrication du beurre. L'invention de la pasteurisation améliore l'hygiène des procédés et la conservation.

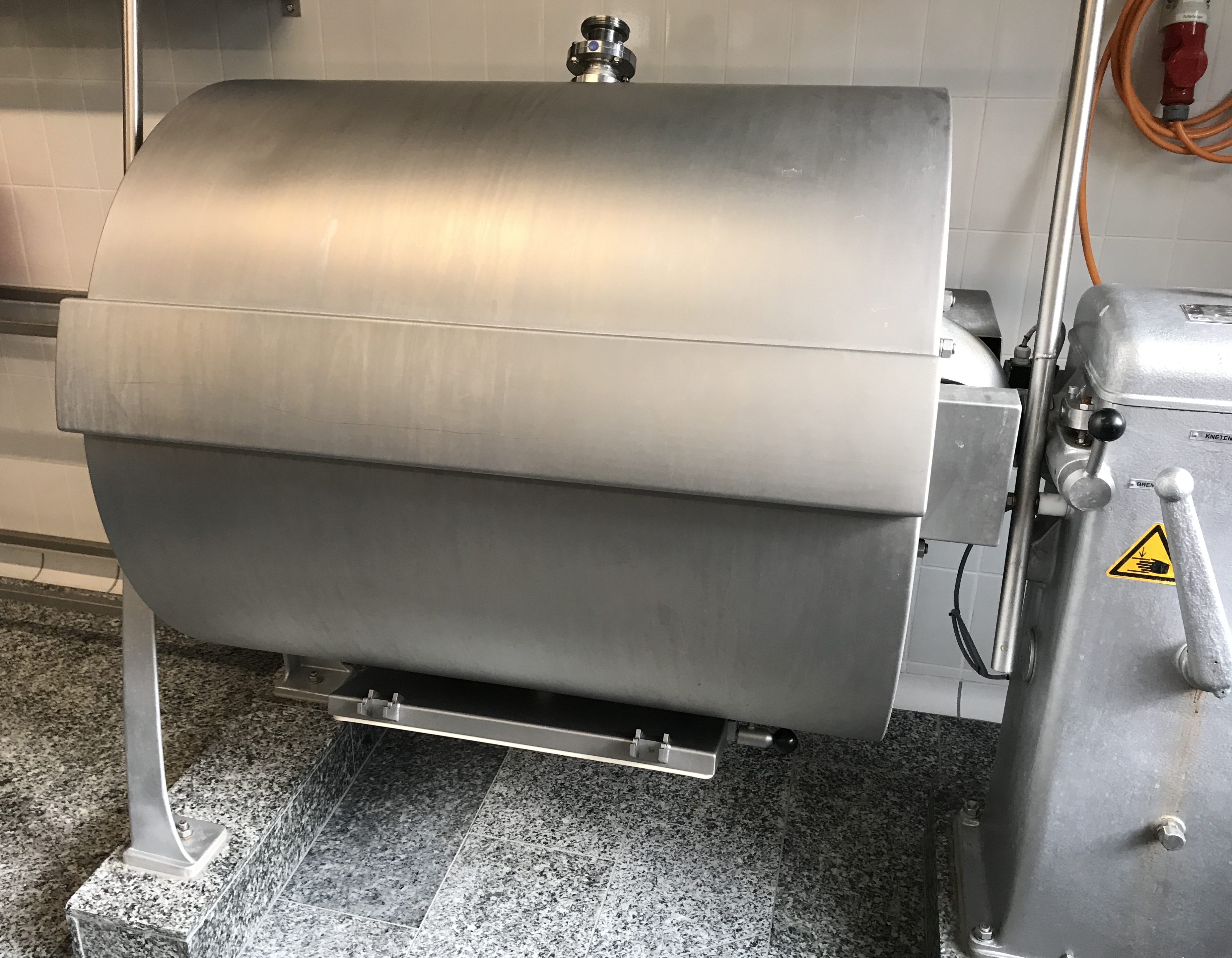
Baratte moderne en inox à entraînement électrique

La technique du beurre clarifié vise le même but et permet une conservation jusqu'à deux ans dans des récipients de terre. En 1866, Napoléon III lance un concours afin de trouver un remplaçant du beurre, trop dispendieux pour les classes défavorisées. Ce sera la margarine, inventée par le pharmacien Hippolyte Mège-Mouriès. À partir des années 1960 , les barattes sont délaissées par l'industrie au profit du butyrateur, machine de fabrication en continu dont le débit est plus important.
En 2017, l'Europe fait face à une crise du beurre ; le climat et la paupérisation des agriculteurs éleveurs de bovin ayant entraîné une hausse du prix du lait et donc du beurre.

## Fabrication

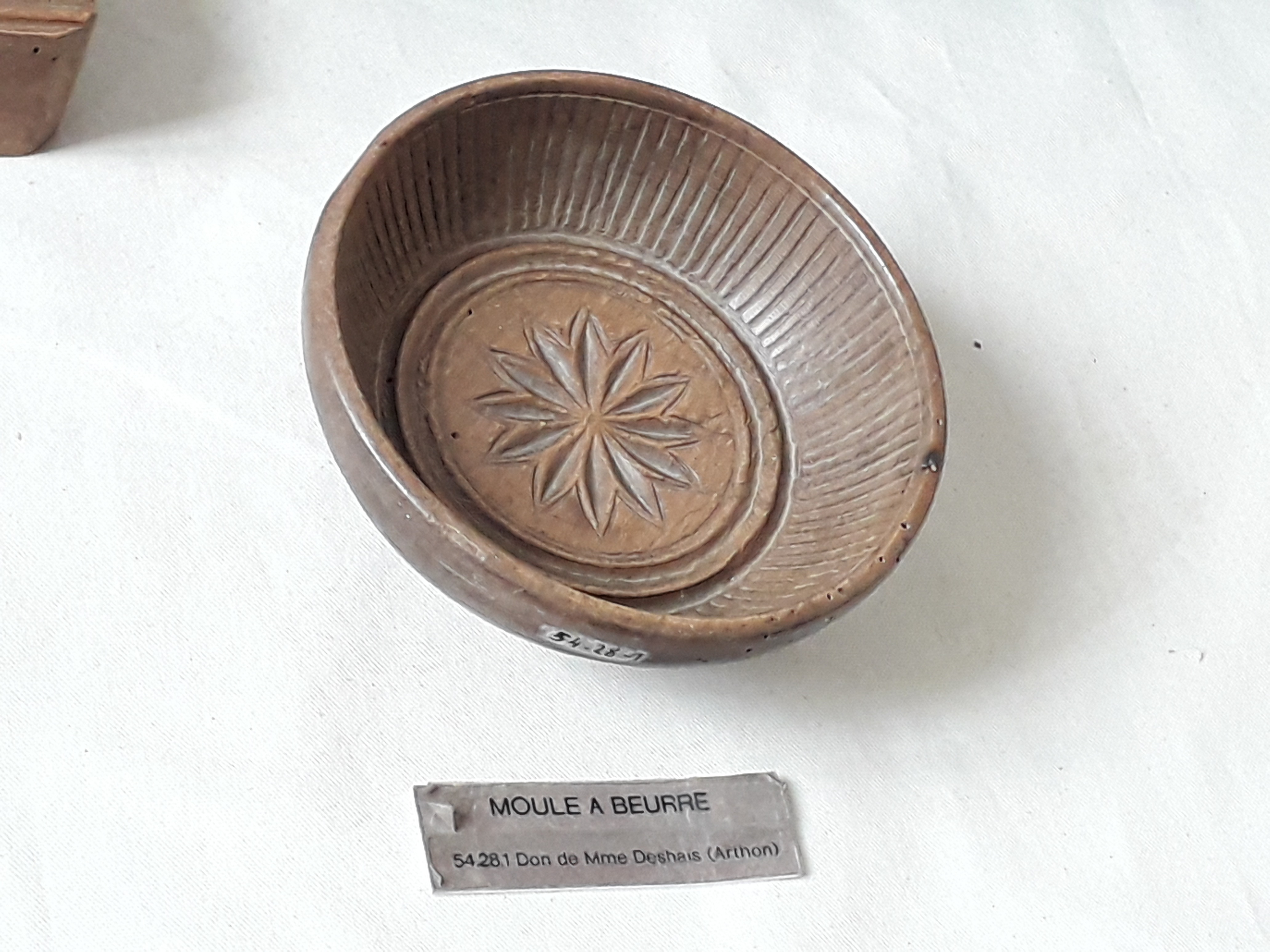
Ancien moule à beurre berrichon en bois

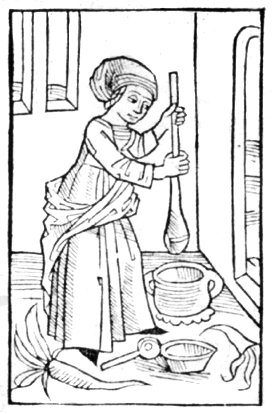
Femme faisant du beurre. Compost et Kalendrier des Bergères, Paris, 1499.

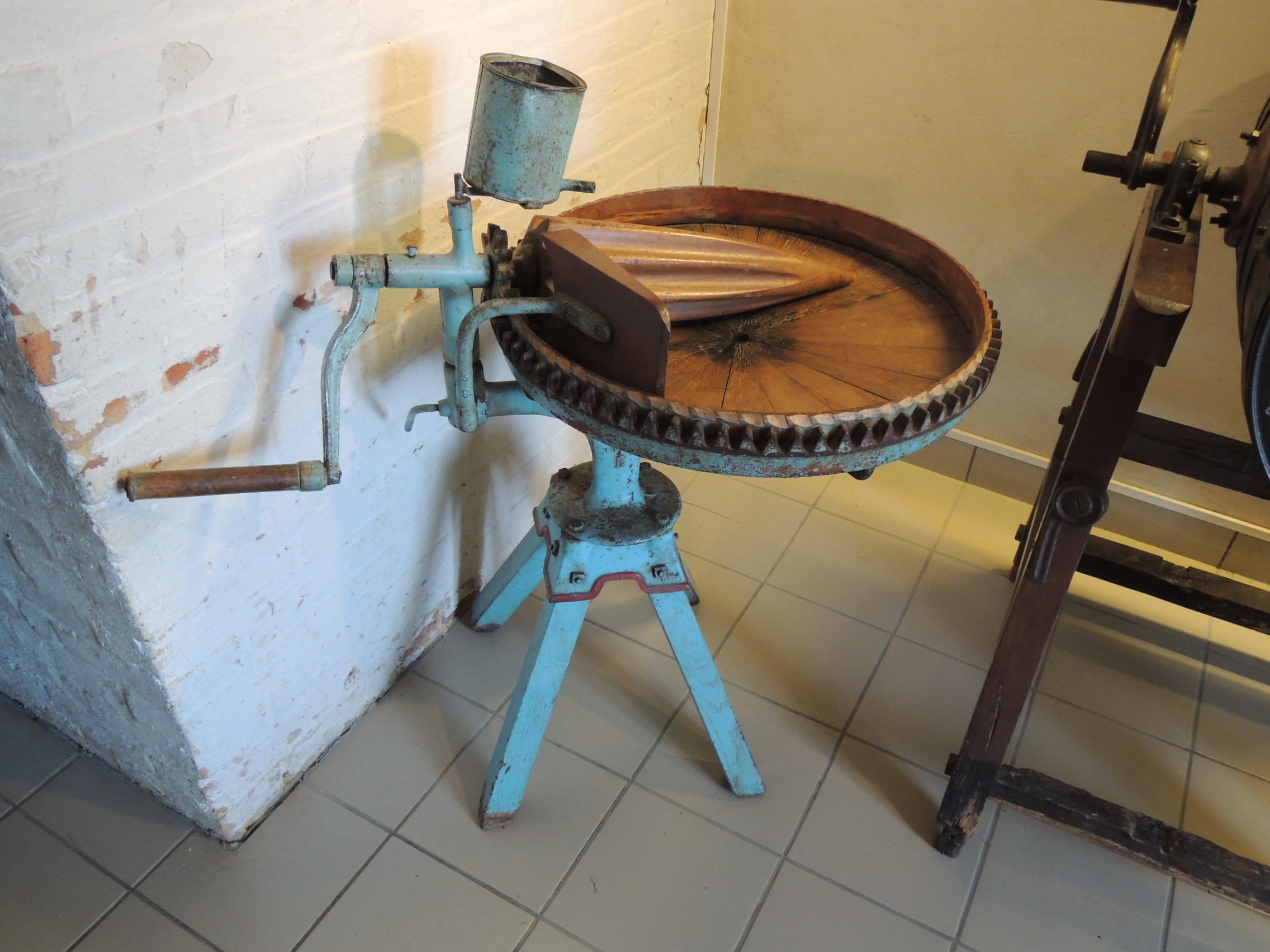
Malaxeur à manivelle avec sa burette d'eau pour le lavage du beurre

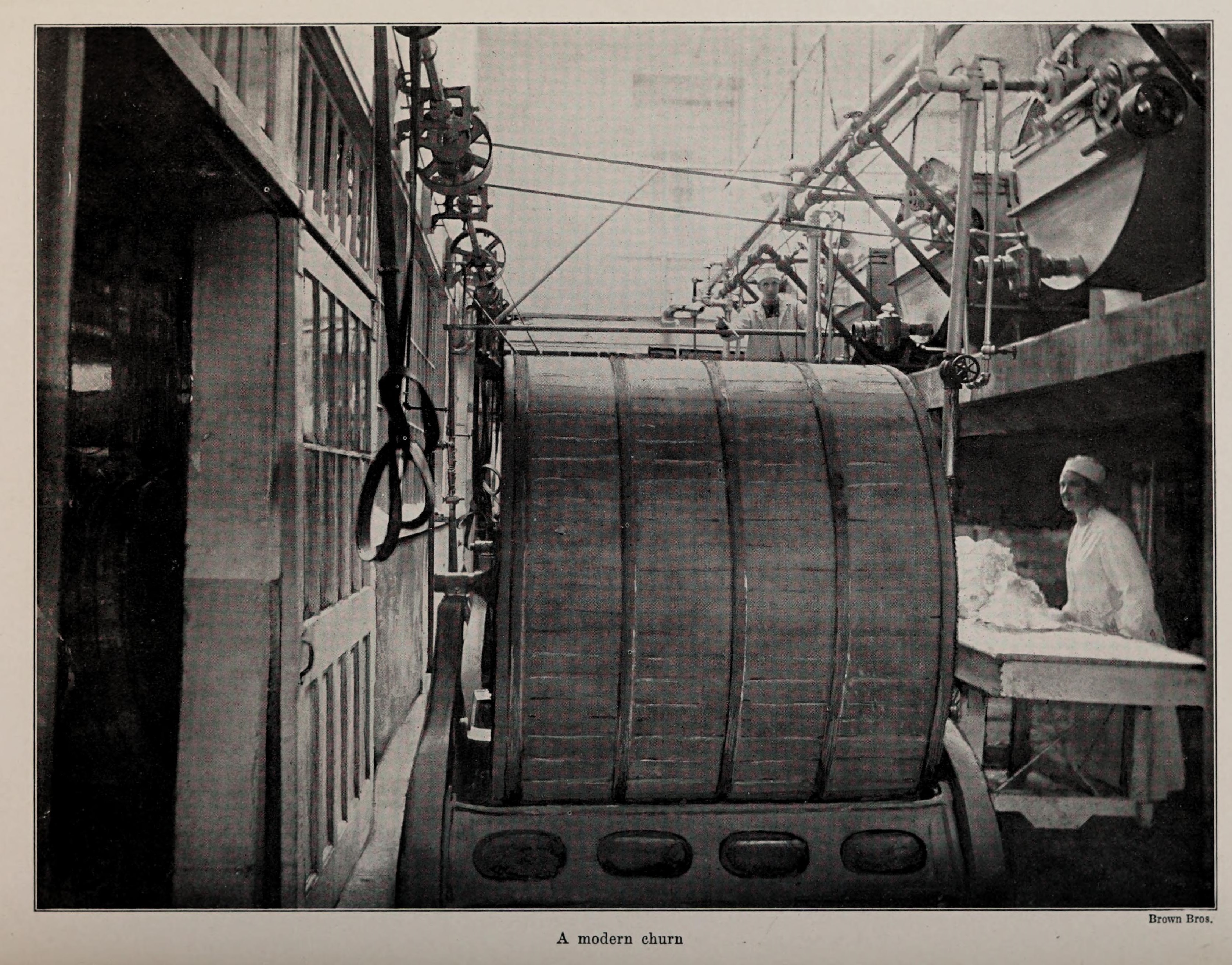
Baratte en bois industrielle, illustration de 1923

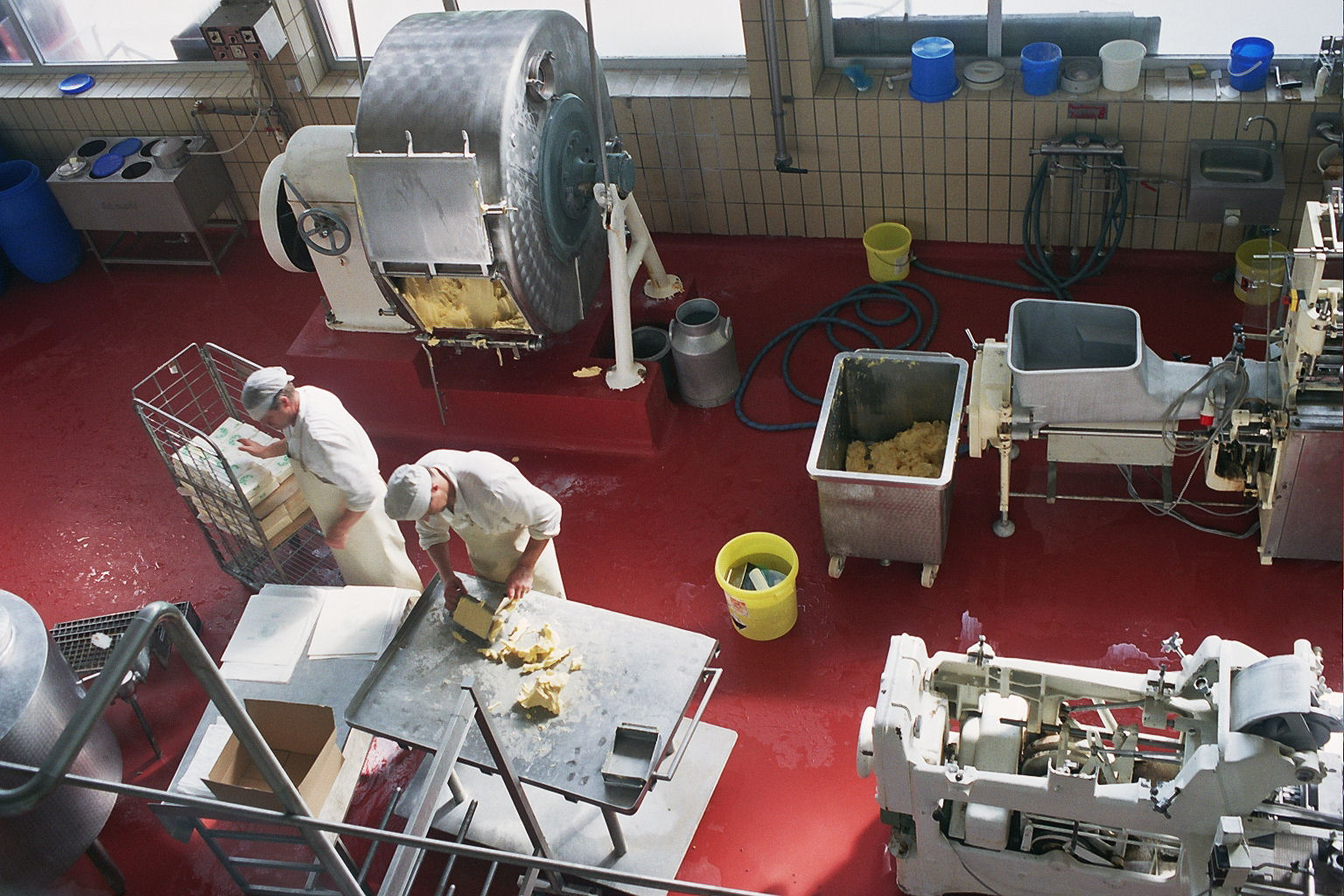
Fabrication artisanale de beurre, avec une baratte métallique (ouverte) en haut. En bas, à gauche empaquetage manuel, à droite machines de malaxage et d'empaquetage automatique. Autriche, 2005.

### Principes et fabrication traditionnelle
Le beurre est obtenu en battant la crème tirée du lait. Pour obtenir un kilogramme de beurre, il faut environ 20 litres de lait entier. L’opération est souvent effectuée après maturation (fermentation légère) de la crème pendant deux jours ce qui en développe l'arôme.
Le barattage de la crème non-réfrigérée rassemble les gouttelettes de matière grasse en suspension, cette opération dure environ 45 min. Le beurre se sépare alors du babeurre. Il est ensuite malaxé pendant un rinçage à l’eau fraîche, pour améliorer la conservation en évacuant autant de babeurre que possible. Les barattes modernes assurent le lavage, le rinçage, l'essorage et le malaxage au cours duquel le sel peut être incorporé. Si la baratte n'assure pas ces fonctions, il faut passer le beurre au malaxeur.
Le beurre est ensuite pressé dans un moule afin de lui donner forme et éventuellement empaqueté ou monté en motte (image d'en-tête). Autrefois, chaque ferme avait son propre moule avec un dessin gravé dessus pour déterminer la provenance du beurre que l'on mangeait.
Le beurre, salé ou non, est ensuite réfrigéré. Le conditionnement, s'il a lieu, intervient avant la réfrigération. La fabrication en baratte en inox est maintenue pour les productions de luxe : beurres crus (non pasteurisés), d'appellation, bio. L'utilisation de baratte en bois est devenue rare : beurre d'Échiré.

### Fabrication industrielle
Aujourd'hui, on utilise dans l'industrie principalement des machines de fabrication en continu (butyrateur ou canon à beurre, procédé Fritz) plus rapides (de l'ordre de 10 tonnes/heure). Elles assurent toutes les fonctions de fabrication en continu et sont plus simples d'utilisation, en effet une baratte doit être nettoyée à chaque chargement, l'empaquetage est également facilité car le beurre est extrait en ruban continu. La matière première peut être de la crème congelée au moins pour partie.
L'utilisation de ferments sélectionnés, nécessaire avec des crèmes pasteurisées est systématique dans l'industrie française afin d'obtenir des beurres goûteux. Ce n'est pas le cas dans les pays anglo-saxons où l'on recherche des beurres neutres (beurre de crème douce). Certains procédés permettent de réduire encore le temps de fabrication, comme la méthode du Nizo (initiée aux Pays-Bas) : on travaille sur des crèmes sans maturation biologique préalable et les ferments sont incorporés directement dans le beurre, cette méthode représente aujourd'hui 90 % du marché.
La couleur est ajustée aux préférences des marchés par ajout de bêta-carotène ; en France c'est le seul additif autorisé avec le sel pour les beurres standard .

### Fabrication ménagère

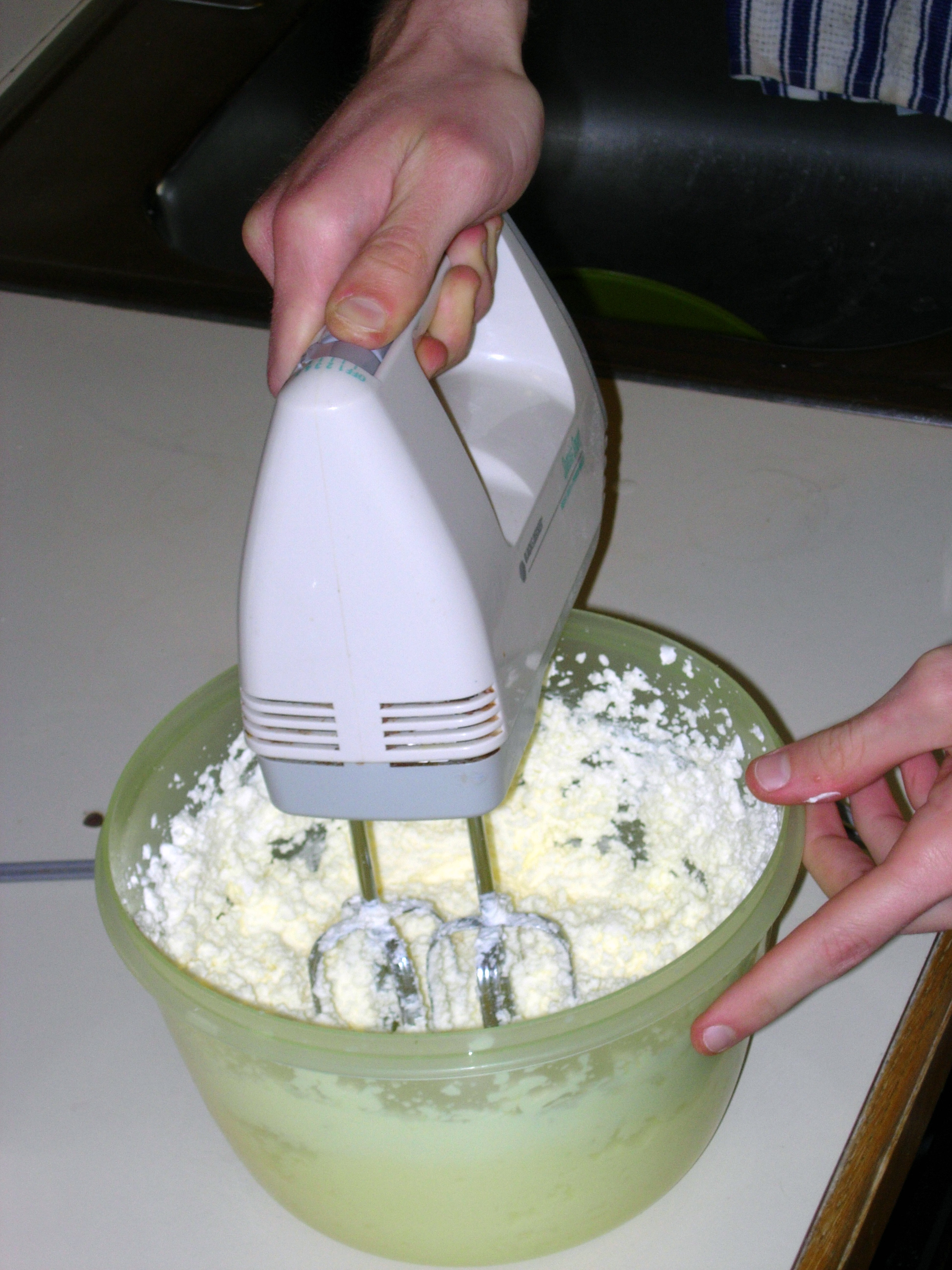
Barattage de la crème avec un robot domestique

Certains pétrins ou batteurs lents de robots ménagers conviennent tout à fait pour le barattage. Il existe aussi des barattes manuelles (à partir d'un litre de lait) ou électriques de petite capacité. On peut se fournir en crèmes non pasteurisées (et/ou bio) pour faire des beurres crus (avec les précautions d'hygiène d'usage) et des moules en bois traditionnels.
L'avantage de la fabrication ménagère est aussi de récupérer le babeurre.

## Usages domestiques
Froid, le beurre se marie bien avec le pain, d’où son utilisation en tartines. Le beurre fond à une température proche de 30 °C.
Une noix de beurre (comme toute matière grasse) laissée à fondre sur un mets chaud permet d’en rehausser le goût.
Le beurre sert également de matière grasse pour la cuisson des aliments à la poêle. La cuisson « au beurre » est usuellement répandue dans la partie nord de la France, par opposition à la partie sud de la France qui cuisine aujourd'hui « à l’huile ».
Le beurre cuit est cependant moins digeste que le beurre cru. Le point de fumée du beurre est de 177 °C, moins élevé selon d'autres sources, il peut être plus bas si le produit a été conservé plus longtemps. À partir de 130 °C, le beurre fume et se dégrade, des composés toxiques sont formés par oxydation des acides gras, comme des hydroperoxydes et des aldéhydes oxygénés,
Le beurre est un ingrédient de base pour beaucoup de recettes — en particulier pâtes à tarte, pâtisseries et sauces.
Comme tout produit d'origine animale, le beurre a un impact environnemental (impact climatique via la production de gaz à effet de serre) supérieur à celui de matières grasses d'origine végétale. La production de beurre requiert en effet la conduite d'un élevage bovin, élevage contribuant entre autres à l'émission de méthane. Cet effet est à relativiser en fonction des conditions d'élevage.
Le beurre a été utilisé pour la conservation de la viande.

## Usages gastronomiques
La qualité gustative, la consistance et la couleur du beurre fermier varient selon la saison, le terroir et la qualité des prairies (diversité et qualité des fleurs et graminées), mais aussi selon la race bovine produisant le lait. Ainsi, François Joseph Grille (d'Angers) en 1825 expliquait qu'en Flandre, à Cassel, il se faisait « un grand commerce de beurre. Pour l'avoir odorant et à bon marché, il faut l'acheter au tems des roses : c'est l'expression du pays. Quand les fleurs couvrent les prairies, les vaches ont du lait excellent, et le beurre en acquiert une qualité d'autant meilleure. Au mois de septembre et aux premiers jours d'octobre, il est encore très-bon et pas trop cher ; mais en novembre et en hiver, indépendamment de ce qu'il est moins propre à faire des provisions, il est aussi d'un prix bien plus élevé ». « La première qualité se vend pour du beurre de Dixmude » ajoute F. J. Grille ; « Le beurre de Flandre a de la réputation ; il s'en vend moins à Paris que de celui Gournay, d'Isigny, de Bretagne. Cependant on compte qu'il s'en fait huit cent mille myriagrammes dans tout le département [du Nord], et qu'il en est vendu au-dehors cinq cent mille ».

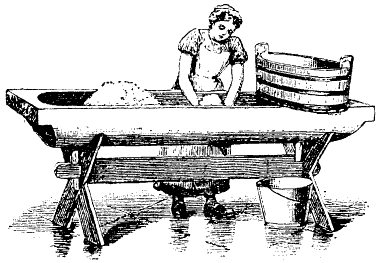
Fabrication du beurre à la main.

Le cuisinier prépare différents types de beurres, dont :
- beurre clarifié : beurre dont la caséine et le petit-lait, qui représentent environ 2 % de la composition du beurre, ont été éliminés[Note 1] ;
- beurres composés : sauces chaudes ou froides, salées ou sucrées, à base de beurre additionné de divers ingrédients et destinés à accompagner des grillades, des crustacés cuits au court-bouillon, des légumes cuits à la vapeur, sur des canapés ou des crêpes, tels que : beurre aux noix, beurre d’anchois, beurre d'escargot, beurre d’estragon, beurre de crevettes, beurre de crustacés, beurre de lavande, beurre de moutarde, beurre de paprika, beurre de poivrons, beurre de roquefort, beurre de saumon fumé, beurre maître d'hôtel, beurre meunière, beurre ravigote, beurre d’orange ;
- beurre blanc : réduction de vinaigre et d’échalotes montée au beurre destinée à l’accompagnement de certains poissons tels que le brochet ;
- beurre rouge : réduction d’échalotes et de vin rouge ou de Madère montée au beurre destinée à l’accompagnement de certaines viandes.
- beurre noisette : beurre chauffé jusqu'à obtention d’une couleur blonde destinée à l’accompagnement de certains aliments tels que les poissons, les cervelles frites et les épinards ;
- beurre noir : c'est une sauce où le beurre est chauffé jusqu’à obtention d’une couleur noisette auquel on ajoute un acide (vinaigre, câpres, vin blanc…) destinée à l’accompagnement de certains aliments tels que l’aile de raie ou la cervelle de veau. Ce n'est pas un beurre brûlé. L'appellation « beurre noir » induit une erreur de compréhension ce qui a donné naissance à une légende urbaine prétendant que le « beurre noir » est interdit dans les restaurants[27].

## Économie

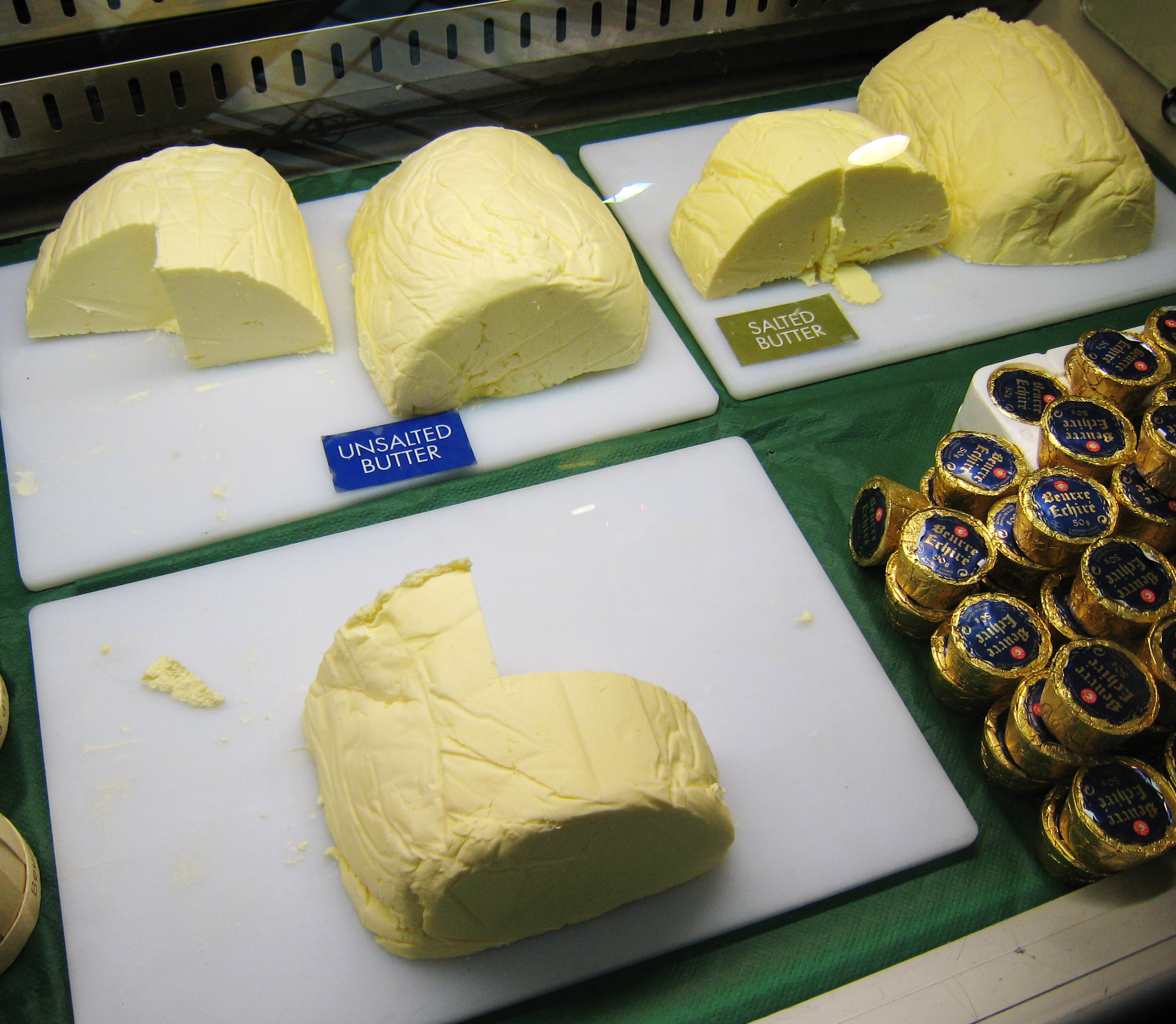
Beurre au Borough Market, Londres, 2006.

Production mondiale de beurre (lait de vache) et principaux pays producteurs en 2018 :
| 1                | États-Unis       | 892.801 |
| 2                | Nouvelle-Zélande | 502.000 |
| 3                | Allemagne        | 484.047 |
| 4                | France           | 352.400 |
| 5                | Russie           | 257.883 |
| 6                | Irlande          | 237.800 |
| 7                | Turquie          | 215.431 |
| 8                | Iran             | 183.125 |
| 9                | Pologne          | 177.260 |
| 10               | Mexique          | 153.674 |
| 11               | Royaume-Uni      | 152.000 |
| 12               | Canada           | 116.144 |
| 13               | Biélorussie      | 115.199 |
| 14               | Brésil           | 109.100 |
| 15               | Ukraine          | 100.000 |
| Source : FAOSTAT |                  |         |

## Dénomination et variétés

### Législation
La production de beurre et sa dénomination sont légalement encadrées. La réglementation impose la présence de 16 % maximum d’eau dans au moins 82 % de matière grasse d’origine laitière (80 % s'il s'agit de beurre salé), pour que le produit obtienne la dénomination de « beurre »,. La dénomination « beurre allégé » (ou « demi-beurre ») nécessite quant à elle au moins 41 % de matière grasse d'origine laitière.
La matière grasse du lait est principalement faite de triglycérides, dont les molécules sont composées d'un résidu de glycérol et de résidus d'acides gras (environ 500 sortes différentes). Les divers triglycérides ayant des constitutions moléculaires différentes, ils ont des points de fusion différents, qui s'étagent entre −10 °C et + 55 °C. Cette propriété est d'ailleurs utilisée pour « fractionner » la matière grasse laitière et obtenir des fractions ayant des comportements de fusion différents, que l'on peut ensuite recombiner pour produire des matières grasses facilement tartinables, par exemple.
En France, « auront seuls droit à l'appellation « au beurre », « beurre », « petit beurre », « grand beurre », ou à toute autre appellation similaire contenant le mot beurre, de même que « à la crème », les produits d'alimentation présentés ou fabriqués notamment dans les biscuiteries, confiseries, pâtisseries, boulangeries, restaurant, grands magasins, foires et marchés, préparés exclusivement soit au beurre, soit à la crème. L'emploi des appellations « à base de beurre ou de crème », « préparé au beurre ou à la crème », ou appellations similaires, est interdit lorsque les produits visés au paragraphe précédent ont été préparés en tout ou partie avec d'autres matières grasses que le beurre ou la crème », sauf pour la liste européenne des exceptions qui comprend « beurre de cacahouète » et « beurre de cacao ».

### Variétés

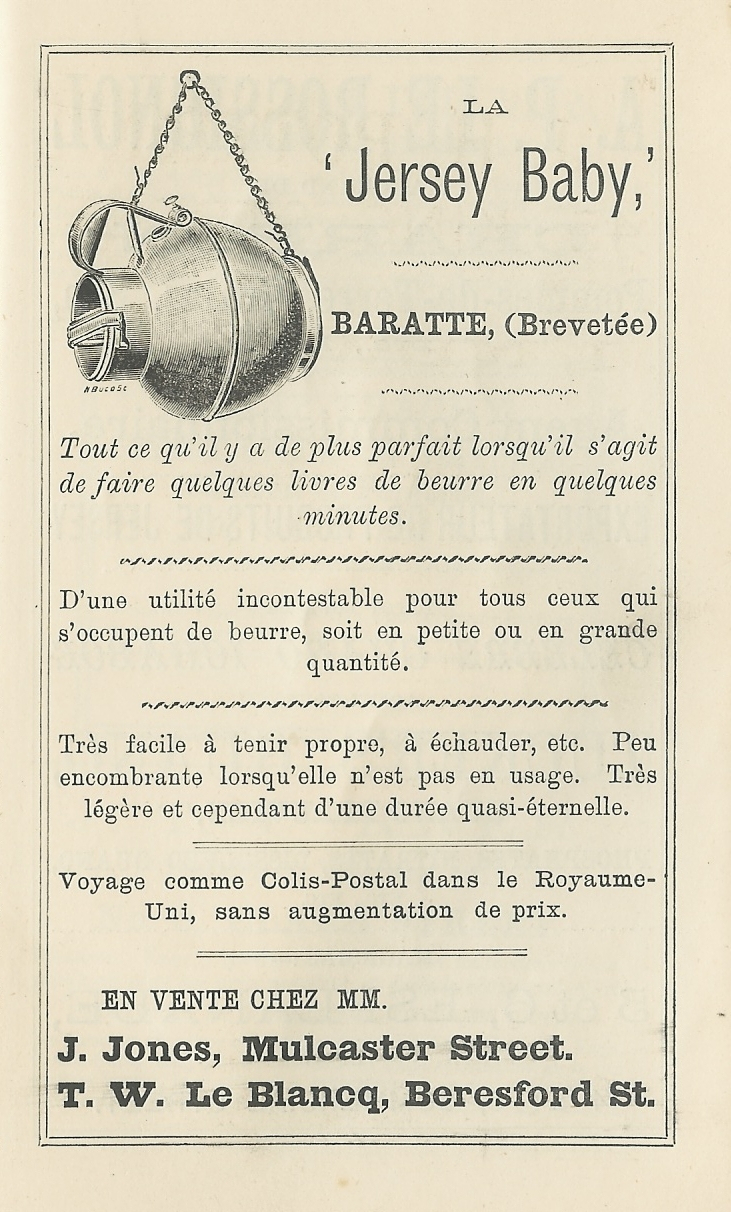
Réclame de 1895 dans La Nouvelle Chronique de Jersey pour une baratte inventée par Philippe Le Sueur Mourant.

On distingue différentes variétés de beurre sur la base de leur contenance en sel, la pasteurisation ou non, l'alimentation des vaches, etc. Ces distinctions ne font pas nécessairement l'objet d'appellation officielle ou marchande.
- Le beurre salé contient plus de 3 % de sel, le beurre demi-sel 0,5 % à 3 %[31],[Note 2], et le beurre doux en a le moins possible.

- Le beurre cru est obtenu exclusivement à partir de crème crue (non pasteurisée ou ayant subi un traitement thermique). Il n'a pas le même goût que les beurres pasteurisés, car les températures atteintes lors de la pasteurisation (cependant moins élevées que lors d'une cuisson) modifient ou détruisent certaines molécules et modifient les caractères organoleptiques. Ne bénéficiant pas des avantages de la pasteurisation, il se conserve également moins longtemps : 15 jours à 3 semaines au lieu de 2 à 3 mois[20].
- Le beurre de baratte est un beurre fabriqué en baratte (et non pas avec un butyrateur) selon les méthodes traditionnelles avec une crème maturée (la baratte est en principe en inox, ou en verre pour les plus petits modèles)[20].
- Le beurre de crème douce est fabriqué à partir d'une crème non maturée (la maturation acidifie la crème et lui donne du goût)[17].
- Le beurre fin est un beurre industriel provenant de crème congelée pour partie (jusqu'à 30 %). La crème utilisée pour un beurre extrafin ne doit pas avoir été congelée[20].
- La couleur et la texture du beurre dépendent de l’alimentation des vaches. Le beurre d'hiver est jaune pâle et plutôt dur, alors que les vaches sont généralement nourries au foin. Le beurre d'été est plus mou, et plus coloré grâce aux pigments (β-carotène et chlorophylle) contenus dans l’herbe que broutent les vaches. Certains fabricants ajoutent du β-carotène au beurre.
- Le beurre sec (14 % d'eau au lieu de 16), souvent utilisé comme beurre de tourage en pâtisserie, est plus dur et a un point de fusion plus élevé que le beurre gras[34]. Le beurre d'hiver est considéré comme un beurre sec, tandis que le beurre d'été est considéré comme un beurre gras. Le beurre Charentes-Poitou est également un beurre sec, tandis que les beurres de Normandie et de Bretagne sont des beurres gras.
- Le beurre de culture, non salé, contient une culture bactérienne ajoutée à la crème à baratter pour lui donner une saveur « champêtre ».
- Le beurre fouetté est du beurre qu’on a fouetté et qui contient de l’air : il est plus facile à tartiner.
- Le beurre pommade est du beurre travaillé pour faire les petits fours[16].
- Le beurre tendre, beurre facile à tartiner ou beurre frigotartinable (cette dernière expression étant plutôt utilisée en Belgique) peut être obtenu suivant plusieurs procédés. Il peut être traité mécaniquement (triturage à zéro degré) et subir un léger écrémage afin de le rendre plus facile à tartiner au sortir du réfrigérateur[35] ou Il peut subir l'ajout d'acides gras saturés[36],[37]. Dans ce dernier procédé, on enrichit donc un beurre normal de graisses saturées provenant d'un autre lot de beurre. Ces graisses saturées ayant un point de fusion inférieur à celui des acides gras insaturés, le beurre reste mou à la température du frigo.
- Le beurre allégé, par adjonctiond'eau, contient de 60 à 62 % de matières grasses, le beurre léger de 39 à 41 %. Ces beurres contiennent aussi des additifs : conservateurs, émulsifiants…[20]. Même ceux dits sans additifs peuvent contenir des fibres, des arômes naturels, du paprika...
- Beurre aromatisé : aux épices, fines herbes…[20].
- Beurre de lait de chèvre, brebis, bufflonne, yack, chamelle, renne, lama, alpaga : bien qu'actuellement en Occident la quasi-totalité du beurre consommé provienne de lait de vache, il existe un marché de niche pour ces beurres auxquels on attribue de nombreux bienfaits prouvés ou non. Ces allégations de santé sont cependant à relativiser. La consommation de ces beurres a pu être importante en Asie centrale et au Moyen-Orient.

La margarine autrefois appelée beurre végétal n'a plus droit à cette appellation. Pour les rendre solides et tartinables, les graisses sont hydrogénées. En plus de rendre la préparation végétale « facile à tartiner », les graisses hydrogénées permettent d'augmenter la durée de conservation.

## Conservation

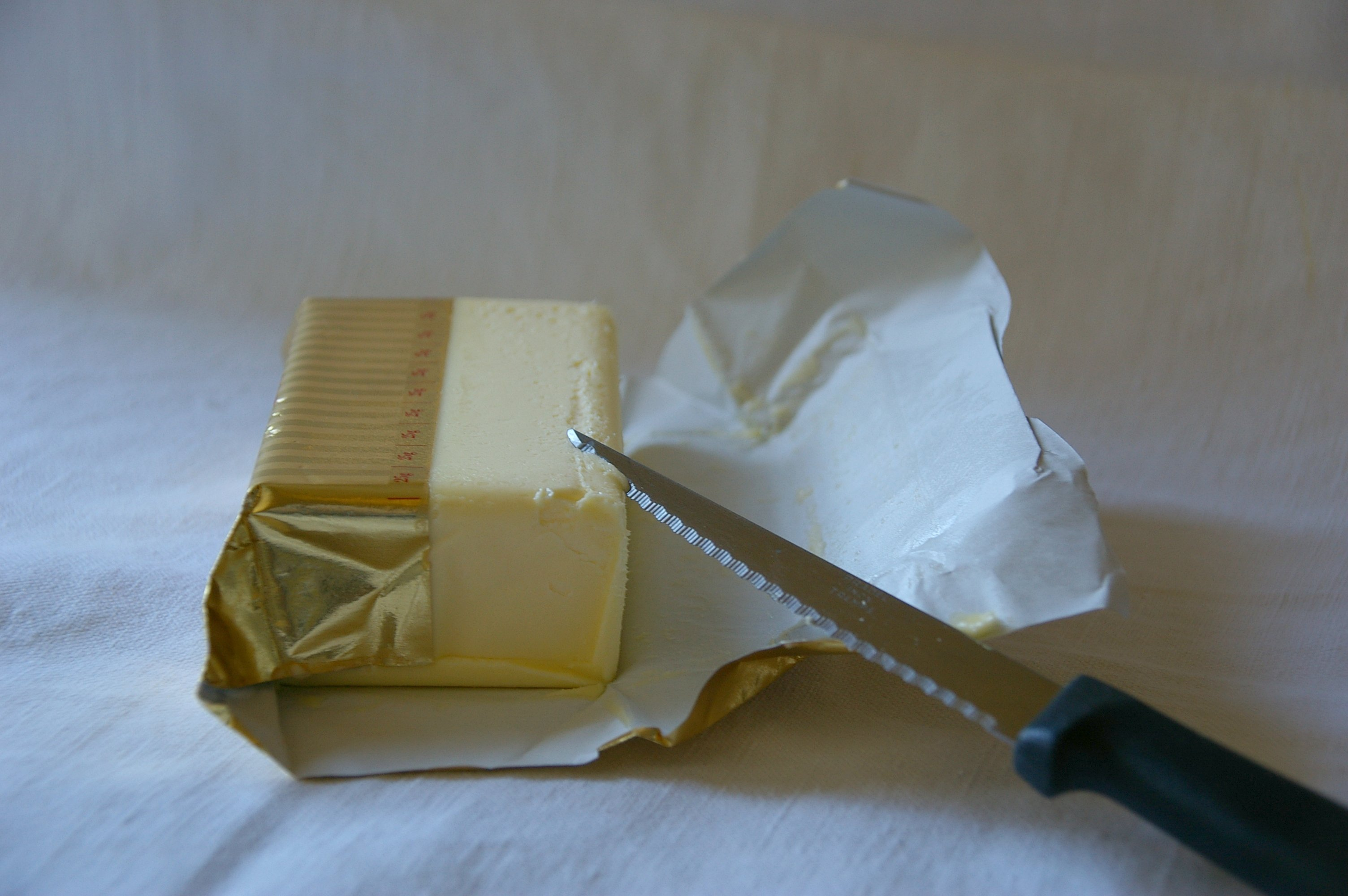
Une plaquette de beurre. L’emballage particulier permet une plus longue conservation au réfrigérateur.

Le beurre a une durée de conservation limitée : 2 à 3 mois pour le beurre standard pasteurisé au réfrigérateur, 15 jours à 3 semaines pour le beurre cru. Il est sensible à la réaction d’oxydation par l’oxygène de l’air qui dégrade ses composants. L’oxydation est encore plus rapide sous l’effet des rayons ultraviolets ou de la chaleur. Le beurre est alors rance, il est caractérisé par un goût et une odeur généralement jugés désagréables en Occident mais qui peut être appréciée : au Tibet, on l’ajoute au thé, en Afrique du Nord, le smen est un produit traditionnel recherché. Pour limiter le rancissement, le beurre doit donc être conservé au réfrigérateur dans un emballage fermé, à l’abri de l’air et de la lumière.
Le beurre salé et le beurre demi-sel se conservent plus longtemps que le beurre doux grâce à la présence du sel, conservateur naturel. Historiquement l'usage du beurre salé était généralisé, mais l'instauration de la gabelle en a découragé l'incorporation, sauf dans les régions côtières qui étaient exemptées.
La réaction d’oxydation du butanal (un aldéhyde de forme R-CHO) par le dioxygène de l’air donne de l’acide butanoïque (un acide carboxylique saturé de forme R-COOH) : 2 C4H8O + O2 donne 2 C4H8O2.
Le beurre peut être congelé.
En retirant l'eau et les ingrédients non lipidiques du beurre, on obtient du beurre concentré, butteroil ou huile de beurre semblable au beurre clarifié qui se conserve mieux que le beurre. Il est surtout conservé en fûts sous atmosphère d'azote ou de CO2.
Le beurre salé se conserve à la température de la pièce pendant 2 ou 3 jours et au moins 8 semaines au réfrigérateur. Le beurre non-salé se conserve au réfrigérateur jusqu’à 8 semaines.
Au Moyen-Âge, les mottes de beurre étaient conservées dans des pots de grès, recouvertes d'eau salée.
Pour obtenir du beurre pasteurisé et allonger sa durée de conservation, on chauffe le lait (ou la crème) à 72 °C pendant 15 secondes.

## Préservations d'appellations d'origine
Dans l'Union européenne, 5 appellations d'origine sont enregistrées à la Commission européenne via une AOP.
France (3 appellations d'origine qui font l'objet d'une préservation nationale via une AOC) :
- le beurre d'Isigny[43] ;
- le beurre Charentes-Poitou[44], fabriqué à partir de crème produite dans les départements de la région ainsi qu’en Vendée. Ce beurre est parfois appelé beurre des Charentes ou beurre des Deux-Sèvres ;
- le beurre de Bresse de la région naturelle et historique de la Bresse (Ain).

Belgique :
- le beurre d'Ardenne, une appellation d'origine préservée par arrêté royal.

Luxembourg :
- le beurre rose - Marque Nationale du Grand-Duché de Luxembourg.

## Composition et propriétés physiques
Il est riche en vitamine A. Il contient également de la vitamine D et de la vitamine E. Avec plus de 730 kcal pour 100 g, il est très énergétique. Le beurre contient 63 % d'acides gras saturés, 26 % d’acides gras mono-insaturés et 3,7 % d’acides gras poly-insaturés. De plus, le beurre contient du cholestérol, un peu de protéines et d'eau.
Composition du beurre (en g pour 100 g) :
| Acide gras              | Type          | Beurre, sans sel |
| ----------------------- | ------------- | ---------------- |
| Acide palmitique        | saturé        | 21,7             |
| Acide oléique           | mono-insaturé | 19,96            |
| Acide stéarique         | saturé        | 10,0             |
| Acide myristique        | saturé        | 7,44             |
| Acide butyrique         | saturé        | 3,23             |
| Acide linoléique        | poly-insaturé | 2,73             |
| Acide alpha-linolénique | poly-insaturé | 0,39             |
| Acide laurique          | saturé        | 2,59             |
| Acide caprique          | saturé        | 2,53             |
| Acide caproïque         | saturé        | 2,0              |
| Acide caprylique        | saturé        | 1,19             |

Le beurre fond progressivement entre 20 et 38 degrés Celsius, selon l'effet additif de la fusion de ses composants, le beurre étant un mélange de triglycérides dont la composition moyenne change selon l'alimentation de la vache. Techniquement, il s'agit d'une plage de fusion.

## Santé
Une revue systématique de 2016 n'a pas mis en évidence de lien entre la consommation de beurre et les risques de mortalité, de maladie cardiovasculaire et de diabète.
Une large étude prospective de cohorte publiée en 2025, comprenant 221’054 adultes suivis entre 1990 et 2023 (durée de suivi moyen de 33 ans), a montré qu’une consommation plus élevée de beurre était associée à une mortalité totale et une mortalité due au cancer plus élevées, alors qu’une consommation plus élevée d’huile végétale (de soya, de colza et d’olive) était associée à une mortalité totale, due au cancer et cardiovasculaire plus faible, et ceci après de multiples ajustements pour des facteurs confondants. Le remplacement de la consommation de beurre par des huiles végétales permettrait de réduire le risque de mortalité.

## Histoire de la législation française
La législation sur la protection des beurres a évolué en France à partir de la Révolution. Dans un premier temps les préoccupations de l’époque de la rédaction du Code pénal de 1810 ne sont pas à la protection des produits du terroir ; avec le bouleversement économique consécutifs à l’essor industriel du milieu du XIXe siècle, le législateur en vient à prendre en considération de nouveaux impératifs. Comme le vin ou les engrais, le beurre bénéficie alors d’une protection spécifique destinée notamment à enrayer la chute de son cours à l’exportation. La découverte de la margarine étant un évènement décisif dans la mise en place de cette législation spécifique, nous pouvons avec Christophe Gris distinguer deux périodes. La première va de 1810 à 1887, le législateur se contente alors d’une répression centrée sur la vente frauduleuse. La seconde va de 1897 à 1980, le législateur met en œuvre progressivement, sur le modèle du vin, des mécanismes préventifs pour éviter que des beurres destinés à la fraude ne soient fabriqués. C’est l’émergence d’encouragements à la production de produits de qualité aujourd’hui connus sous le titre d’appellation d'origine contrôlée.

### Réglementation de la vente
Au Moyen Âge, « celui qui vend le beurre » s'appelle le beurrier avant de désigner au XVIe siècle, le pot.
Après la Révolution française, la protection des beurres n’est pas organisée de façon spécifique. En effet, l’article 423 du Code pénal de 1810 dispose « quiconque aura trompé l’acheteur sur le titre des matières d’or ou d’argent, sur la qualité d’une pierre fausse vendue pour fine, sur la nature de toute marchandise ; quiconque par l’usage de faux poids, de fausses mesures aura trompé sur la quantité de chose vendue… ». Ce texte général est utilisé pour les fraudes courantes. Par exemple, il n’est pas rare d’augmenter le poids du beurre par le mouillage. Le mouillage est obtenu en augmentant la quantité d’eau naturellement contenue dans la crème lors du barattage. Le beurre est chargé d’eau. Il est plus lourd lors de la vente, ce qui permet de faire de meilleurs profits avec la même quantité de lait. Pour caractériser l’infraction il faut que la marchandise soit exposée à la vente, et il faut montrer que l’agent ait eu la volonté de tromper l’acheteur. Que faire si la marchandise est stockée, et non exposée ? Que faire lorsque le marchand se défend en disant « qu’il ne savait pas » ? Le beurre est frelaté par des pommes de terre, du suif, de la farine, de la craie, ou de l’acétate de plomb(II). Dans son rapport fait au nom de la commission d’initiative parlementaire, Riché s’exprime en ces termes : « Si quelques marchands d’une conscience molle soudoient la complaisance des domestiques des maisons riches, il est plus regrettable encore que la spéculation immorale exploite l’ignorance ou la timidité des enfants qui vont faire des achats pour les petits ménages. […] On sait combien la probité, dont la campagne devrait être le dernier asile est parfois étrangère à l’origine du lait ».
En 1851, une loi est votée en vue de réprimer les corruptions et falsifications des denrées alimentaires. L’intérêt de ce texte est de déplacer la charge de la preuve. En effet, la simple constatation de la falsification renverse la présomption d’innocence, et de bonne foi, du vendeur. Il devra se défendre en montrant qu’il a lui-même été trompé ; qu’il ignorait la falsification. La question s’est posée de savoir si l’ajout de borate de soude dans le beurre devait être entendu comme une falsification, dans la mesure où il s’agissait d’un conservateur dont l’usage était répandu dans la profession. La jurisprudence considéra qu’il n’y a pas de falsification si cette addition est faite en proportion suffisamment faible.
Une fois les contours de l’infraction cernés, il fallait mettre en œuvre des mécanismes cohérents de sanction pénale. Or la répression du Code pénal de 1810 des tromperies était subordonnée à l’existence d’un contrat de vente. Quelle ménagère allait porter plainte pour une fraude portant sur son quart de beurre ? Dans son rapport, Riché expose la situation suivante : « Les individus remettent souvent à la société le soin de les protéger ; la perspective de supporter éventuellement des frais glace d’ailleurs les parties civiles ». Le rapporteur nous le précise : en 1848, d’après la statistique criminelle, il y a eu 113 affaires de tromperies sur la nature, dans lesquelles ont comparu 143 prévenus. Seulement 4 parties civiles ont été jointes aux actions publiques. La loi de 1851 ne vise plus seulement la vente, mais encore la mise en vente d’une marchandise falsifiée ou corrompue. Et de plus en plus l’idée suivant laquelle les marchands sont responsables des produits qu’ils vendent commence à apparaître. Encore une fois sous la plume de Riché, l’on peut lire ceci : « Puisque la perte résultant de la détérioration doit tomber sur quelqu’un, elle doit s’arrêter au marchand qui, n’étant pas consommateur n’éprouvera qu’un dommage pécuniaire, et que l’attention à laquelle sa profession l’oblige pourrait souvent préserver de tout dommage ».
Initialement les sanctions prévues étaient des amendes ou la prison. La loi de 1851 ajoute des mesures de publicité de la sanction, aux frais du condamné, sur les murs de son établissement. La loi de 1851 prévoit de plus la confiscation des machines ayant permis de constituer la fraude.

#### L'apparition de la margarine
La margarine est inventée par le français Hippolyte Mège-Mouriès né le 24 octobre 1817 à Draguignan d’un père instituteur. Il fait partie d’un service du gouvernement français chargé d’effectuer des recherches pour l’amélioration des produits alimentaires. « Une tâche très précise lui est confiée. Il doit mettre au point un produit susceptible de remplacer le beurre, de coûter moins cher, et se conservant mieux ». Selon Alphen, deux faits montrent que Napoléon III encouragea particulièrement ses travaux. D’une part, à la lecture du brevet, l’on remarque la formulation : « Cette étude qui a été entreprise sous une Haute inspiration ». D’autre part, Mège fut autorisé à poursuivre ses expériences à la Ferme impériale de la Faisanderie dans le bois de Vincennes. On le sait, Napoléon III était particulièrement préoccupé par les difficultés des plus humbles. Mège observe ceci : lorsque les vaches sont soumises à un jeûne prolongé, elles continuent à produire du lait. Il en déduit que les éléments nécessaires à la fabrication du lait ne se trouvent pas directement dans l’alimentation des vaches mais dans leur graisse. Par divers procédés de broyage et de pression il va réussir à séparer la stéarine de l’oléomargarine. Les fabricants de margarine proposent à la vente un produit dont l’aspect est très proche de celui du beurre. Ils les nomment « beurre factice », « beurrine », « beurre bon marché », « simili-beurre », de sorte qu’il ne s’agit ni d’une tromperie ni d’une falsification. Des beurres rances sont mélangés à la margarine, et les pratiques frauduleuses se multiplient d’autant plus que les experts ont le plus grand mal à détecter avec certitudes toutes les fraudes, surtout lorsque moins de dix pour cent de margarine est mélangé au beurre.

##### La loi de 1887
Bien que conscient de la perte de valeur du beurre du fait de la margarine, le législateur est lent à mettre en œuvre une loi spéciale. Une loi serait tant le moyen de protéger les beurres de la fraude, que la margarine de qualité qui est attaquée par la mauvaise réputation. Le mot beurre doit désigner une substance précise : « C’est tromper l’acheteur que de lui vendre ce produit nouveau sous le nom de beurre ». Le préfet de Paris, dans son rapport du 13 avril 1886 précise que « le point de fusion de la margarine est abaissé par l’addition de certaines huiles végétales dans des proportions variables. Les huiles animales n’étant jamais assez neutres au goût pour passer inaperçues, les fraudeurs utilisent la partie solide de l’huile d'olive, de coton, de sésame, ou encore la graisse de maïs. La propriété de ces huiles est de dissoudre les cristallisations de la margarine. ». Le but est d’éviter que la fraude ne soit détectée par les experts. Les conséquences seront catastrophiques pour la margarine, et le beurre. Une véritable crise de confiance s’installe, et la loi de 1887 ne parvient pas à rassurer. Jusque-là, il revenait au ministère public d’établir la preuve de l’intention frauduleuse lorsque le beurre était mélangé avec de la margarine. Désormais, il y a une présomption de fraude à l’égard de toute personne détenant une substance altérée. Le vendeur a l’obligation d’informer l’acheteur que la substance qu’il lui vend n’est pas du beurre. L’article 1 est ainsi rédigé : « Il est interdit d’exposer, de mettre en vente, de vendre, d’importer ou d’exporter sous le nom de beurre de la margarine… ». Or la loi ne définit pas ce qu’est le beurre. Le beurre salé est-il du beurre ? La margarine est-elle tout le reste ? La loi ne sanctionne pas les noms de fantaisie qui continuent à se multiplier. Le législateur doit à nouveau intervenir. Il met dix ans à le faire avec la loi de 1897.

### Réglementation de la production

#### Protection de la notion de beurre dans le commerce
Dans le commerce, réserver l’appellation « beurre » aux seuls produits issus de la crème, nécessite la mise en place de moyen coercitifs destinés à vérifier si la loi est bien respectée.
Dans la loi de 1897, le beurre est enfin défini et il est désormais interdit « de désigner sous le nom de beurre avec ou sans qualificatif, tout produit qui n’est pas exclusivement fait avec du lait ou de la crème… ». Il y a un déplacement de l’infraction de l’exposition à la désignation. C'est-à-dire qu'il suffit de contrôler la marchandise désignée sous le nom de beurre, et si elle contient autre chose que les composés du lait, l’infraction est constituée. À cette séparation de droit, la loi ajoute une séparation de fait. Les pains de margarine doivent être identifiés par un conditionnement spécifique. Les points de vente ne doivent pas être les mêmes, et les locaux doivent-être identifiés par des enseignes spéciales. Les fabriques de margarine doivent se déclarer, et à ce titre elles ont obligation d’être contrôlées en permanence par, au moins, un inspecteur indépendant.
La loi de 1897 crée un corps d’inspecteurs spécialement départis à la surveillance de la fabrication et du commerce du beurre et de la margarine. Leur rôle est avant tout de dissuader les fraudeurs. Ce sont des agents nommés par le ministère. Ils sont choisis parmi les agents des contributions indirectes. Leur rôle est double. Ils veillent tant à l’intégrité des relations commerciales qu’à la santé publique. Ils ont un grand pouvoir d’investigation, et à ce titre, ils sont tenus à la discrétion. Ils ne doivent pas révéler les secrets de fabrication dont ils auraient connaissance dans l’exercice de leurs fonctions. La fraude des beurres ne peut bien souvent s’établir qu’à la suite d’une constatation scientifique. Il faut alors procéder au prélèvement d’échantillons destinés à être analysés. La circulaire du 13 février 1898 vient encadrer les modalités de prélèvement. À la suite de ce prélèvement, l’inspecteur dresse un procès-verbal dont un exemplaire est remis à l’exploitant contrôlé.

#### Le contrôle
Les efforts législatifs réalisés en direction de la protection du beurre vont conduire à l’amélioration notable de la qualité des produits mis en vente sur les marchés.
La répression devenant de plus en plus présente, les fabricants sont obligés de réagir. Un assainissement notable des marchandises est constaté. Par ailleurs, tout un commerce nouveau émerge. En effet des entreprises proposent aux laiteries-beurreries des appareils variés destinés pour les uns à contrôler le lait lors de l’achat, pour d’autres à améliorer le rendement en évitant les gaspillages. De nombreux ouvrages plaident pour une meilleure hygiène. Des écoles destinées à former les exploitants sont créées. C’est le cas par exemple de l’école professionnelle de laiterie de Surgères en 1906. Des revues sont publiées, comme la Revue générale du lait, mais aussi des ouvrages destinés à accompagner l’exploitant d’une laiterie beurrerie, comme celui de Renaux Manuel pratique de laiterie-beurrerie.
Si la loi de 1897 était particulièrement efficace pour lutter contre les falsifications que pouvait subir le beurre du fait de son mélange avec la margarine, en revanche, elle était totalement inopérante pour la lutte contre les autres suppositions. La loi de 1905 en est le complément nécessaire. La loi de 1905 relative à la répression des fraudes dans la vente de marchandises et des falsifications des denrées alimentaires et des produits agricoles est une avancée considérable. Pour la première fois, une marchandise est protégée en raison de sa provenance, de son origine. Sont considérées comme des tromperies les manœuvres ayant pour but de faire croire au consommateur qu’il achète un produit qui provient de telle région alors qu’il provient de telle autre, à condition de montrer que la cause de la vente était l’origine du produit. Elle instaure elle aussi des contrôles, et un mode de prélèvement propre des échantillons. Or celui-ci n’est pas le même que celui de la loi de 1897, ce qui pose des problèmes de procédure. En effet, suivant qu’il s’agit d’une fraude par addition de margarine, ou par addition d’huile végétale par exemple, la procédure à utiliser à peine de nullité du prélèvement n’est pas identique. Cela pose en pratique d’énormes difficultés, si bien que le législateur intervient avec la loi du 23 juillet 1907 pour harmoniser les procédures.
Sur le modèle de la protection des vins le beurre ne va plus seulement bénéficier d’une protection contre la fraude, mais encore, les meilleurs bénéficieront d’une valorisation. Avec la loi de 1919, un nouveau mode de protection des marchandises est mis en place. Les tribunaux civils sont saisis par les particuliers, et ils délimiteront des appellations d’origine. Il s’agit d’une protection a posteriori ouverte à toute personne « qui prétendra qu’une appellation d’origine est appliquée à son préjudice direct ou indirect et contre son droit à un produit naturel ou fabriqué et contrairement à l’origine de ce produit, ou à des usages locaux, loyaux et constants ». Pour se prévaloir d’un préjudice, il faut donc montrer un usage indu d’une appellation. En 1979, l’appellation « beurre Charentes-Poitou », « beurre des Charente », « beurre des Deux-Sèvres » est protégée à la condition de respecter un cahier des charges très précis.
La protection par l’appellation d'origine contrôlée, c’est avant tout l’histoire de la France. Ce n’est pas la simple protection d’une graisse alimentaire vis-à-vis d’une autre, c’est encore la confrontation de deux conception du commerce. Le beurre s’oppose à la margarine en ce sens que le beurre est obtenu à partir du lait, c’est-à-dire à partir d’un produit de la vache destiné à transmettre la vie. À l’inverse, la margarine est fabriquée à partir de la graisse des bovins, c’est-à-dire à partir d’un animal mort. D’un côté l’on accompagne un processus naturel, de l’autre l’homme crée, transforme : c’est l’industrie. L’industrie suscite la méfiance. La margarine devait lutter contre le mythe de l’artisanat à la française, et ainsi, dans l’introduction d’un ouvrage destiné aux professionnels de la beurrerie, l’on pouvait lire : « Nous n’avons l’intention de traiter que de la fabrication dans la ferme modeste de nos campagnes ; ce livre s’adresse au plus grand nombre, aux petits cultivateurs, à la fermière qui fait elle-même le beurre qu’elle va vendre, à cette bonne ménagère qui est toujours toute disposée à faire bien, et qui, une fois instruite et suffisamment renseignée, ne demande pas mieux que d’apporter les plus grands soins à ce travail dont la réussite et les bénéfices font son légitime orgueil. »

#### Le cadre européen
Les vieux débats entre beurre et matière grasse végétale ont trouvé une place élargie de discussion dans l'Union européenne. L'harmonisation des définitions des produits laitiers n'est pas encore parfaite mais le Règlement 1234/2007 (remplacé par le Règlement 1308/2013) réserve bien le terme « beurre » aux produits laitiers. Des exceptions pour « usage traditionnel » sont prévues, par exemple pour le beurre de cacao, le beurre de cacahuètes, qui ne contiennent pas de beurre, la liste des exceptions pouvant évoluer. Par ailleurs, il existe des beurres non laitiers et non alimentaires comme le beurre de karité. Au Canada on emploie le terme « beurre d'érable » pour un produit obtenu en concentrant du sirop d'érable, qui ne contient aucune matière grasse.
Les signes de qualité prévus par la législation française (AOC et IGP) sont repris par la réglementation européenne sous les noms de AOP (Appellation d'Origine Protégée) et IGP, et protégés dans l'ensemble de l'Union européenne.

#### Régime séparé de TVA
En France, il faut noter que le beurre bénéficie de la TVA à taux réduit (5,5 %) commune à presque tous les produits alimentaires tandis que les margarines et matières grasses végétales continuent à se voir imposer par exception la TVA à taux normal (20 %).

## Arts
Œuvres artistiques autour du beurre :
- le barattage de la mer de lait, épisode de la mythologie hindoue, est souvent représenté dans l'art indien ;
- La Tartine de beurre, KV Anh. 284n C 27.09, est une composition apocryphe pour piano attribuée à Wolfgang Amadeus Mozart ;
- Lewis Caroll, dans le roman De l'autre côté du miroir (1871), suite d'Alice au pays des merveilles, invente la « mouche à pain beurré », jeu de mots sur l'anglais Butterfly (« papillon », littéralement « mouche à beurre ») ;
- le peintre Antoine Vollon a réalisé vers 1880 un tableau représentant une Motte de beurre ;
- L'Assiette au beurre, journal satirique publié de 1901 à 1936 ;
- Au bon beurre, roman de Jean Dutourd, coll. « Folio », Paris, Gallimard, 1952,  (ISBN 2070362604) ;
- La Cuisine au beurre de Gilles Grangier, film de 1963 avec Bourvil et Fernandel ;
- Le Dernier Tango à Paris de Bernardo Bertolucci (1972) avec Marlon Brando et Maria Schneider, ou l'utilisation non alimentaire du beurre… ;
- François Truffaut, dans La Nuit Américaine (1973), prête au beurre en motte des vertus thérapeutiques.

## Curiosités

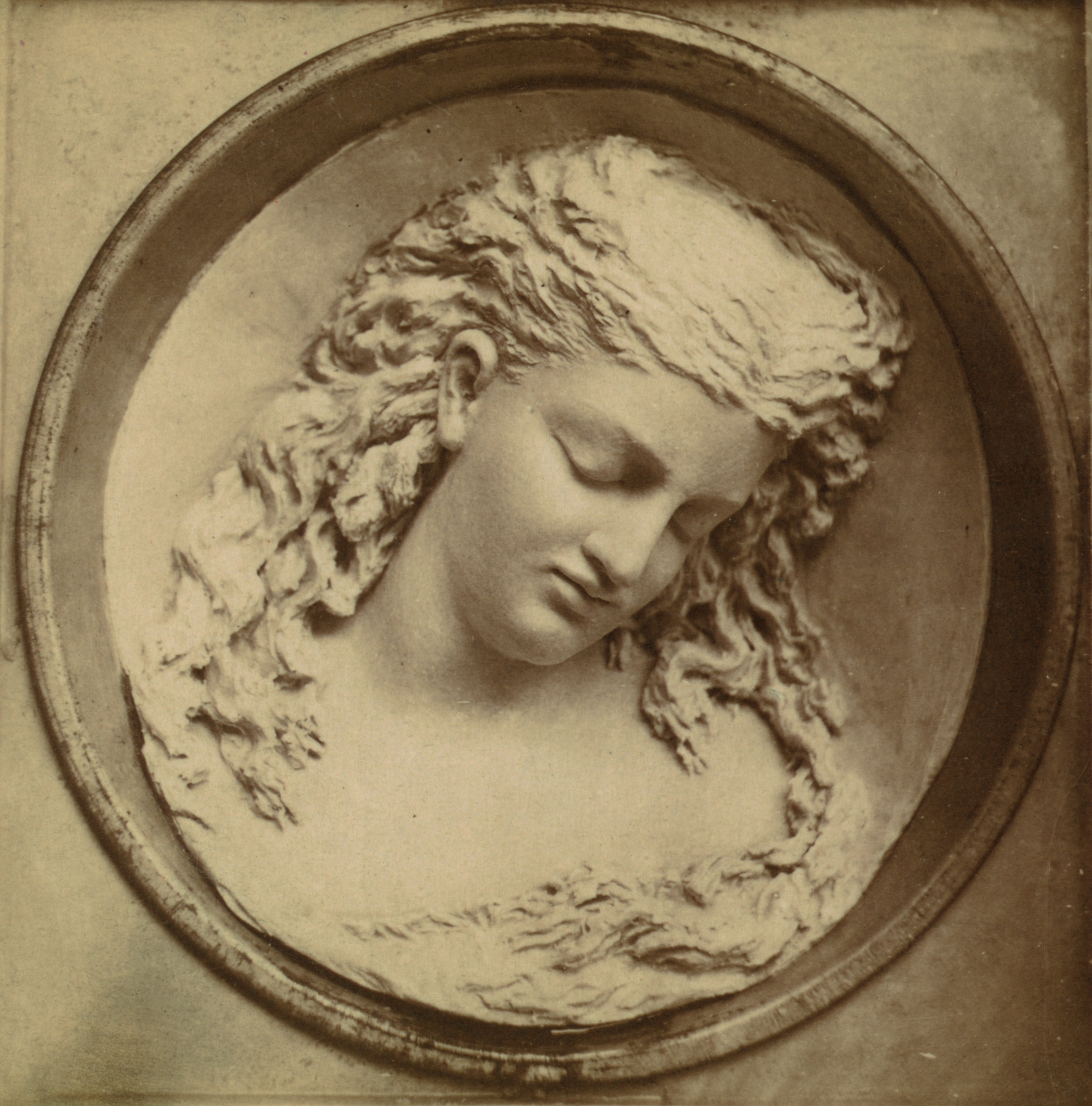
Iolanthe rêveuse, bas-relief en beurre par Caroline S. Brooks (1840-1913)

La Tour de Beurre de la cathédrale de Rouen est une tour en pierre jaune en forme de motte de beurre construite de 1485 à 1506 et dont les frais de construction ont été couverts par les dispenses perçues sur les fidèles rouennais pour pouvoir manger du beurre en période de carême.
Le beurre fait l'objet chaque année d'un pardon dans la chapelle Notre-Dame-du-Krann à Spézet en Bretagne. La statue de la Vierge est revêtue pour l'occasion d'une cape de couleur crème et des mottes de beurre sculptées lui sont offertes.